# Подчумаль
Подчума́ль (укр. Підчумаль) — село в Межгорской поселковой общине Хустского района Закарпатской области Украины.
Население по переписи 2001 года составляло 156 человек. Почтовый индекс — 90046. Телефонный код — 3146. Код КОАТУУ — 2122480802.